# Almucs de Castelnou
Almucs de Castelnou, ou Almodie de Châteauneuf-Randon, est une trobairitz née vers 1140.
Almucs de Castelnou était une noble du Gévaudan, vraisemblablement issue de la famille de Châteauneuf-Randon. Elle est connue pour ses écrits et notamment ses échanges avec Iseut de Capio. On estime qu'elle était la femme de Guigue de Châteauneuf-Randon et donc la mère de Guillaume de Châteauneuf, né en 1219. Elle est parfois confondue avec Azalaïs d'Altier, une autre trobairitz issue de la noblesse gévaudanaise.

## Œuvre
De ses écrits il nous reste une strophe de la tenson avec Iseut : Dompna n'Almucs, si us plages...
« Dame Iseut, si je savais
qu'il se repentît de la tromperie
si grande qu'il a commise envers moi,
il serait juste que j'ai pitié de lui;
mais il ne veut pas reconnaître son tort : et je ne puis avoir pitié.
Mais si vous l'amenez à se repentir
vous pourrez vite me faire changer. »